# Tiếng Alsace
Tiếng Đức Alsace (tiếng Alsace: Elsässisch hoặc Elsässerditsch "Tiếng Đức Alsace" hoặc Nederàlamànischa "tiếng Hạ Alemanni"; tiếng Franken Lorraine: Elsässerdeitsch; tiếng Pháp: Alsacien; tiếng Đức: Elsässisch hoặc Elsässerdeutsch) là một phương ngữ tiếng Đức Alemanni được nói ở hầu khắp Alsace, một khu vực tranh chấp trước đây ở miền đông nước Pháp giữa kiểm soát của Pháp và Đức năm lần kể từ năm 1681. Có một phương ngữ tiếng Đức Alsace được nói ở Hoa Kỳ bởi người Amish Thụy Sĩ, có tổ tiên di cư đến đó vào giữa thế kỷ 19. Khoảng 7.000 người nói hiện diện chủ yếu ở quận Allen, Indiana, với "khu định cư con"[Note 1] ở nơi khác.

## Tình trạng của tiếng Alsace ở Pháp
Từ năm 1992, hiến pháp của Đệ Ngũ Cộng hòa Pháp tuyên bố rằng tiếng Pháp là ngôn ngữ chính thức của nước Cộng hòa này. Tuy nhiên, tiếng Alsace cùng với các ngôn ngữ khu vực khác, được chính phủ Pháp công nhận trong danh sách chính thức các ngôn ngữ của Pháp. Một cuộc khảo sát năm 1999 INSEE ghi nhận có 548.000 người trưởng thành nói tiếng Alsace ở Pháp, khiến nó trở thành ngôn ngữ khu vực được nói nhiều thứ hai ở nước này (sau tiếng Occitan). Tuy nhiên, giống như tất cả các ngôn ngữ khu vực ở Pháp, sự truyền đạt tiếng Alsace đang giảm dần. Trong khi 43% dân cư Alsace trưởng thành nói tiếng Alsace, việc sử dụng nó đã giảm phần lớn trong số các thế hệ trẻ nhất.

## Phân loại ngôn ngữ

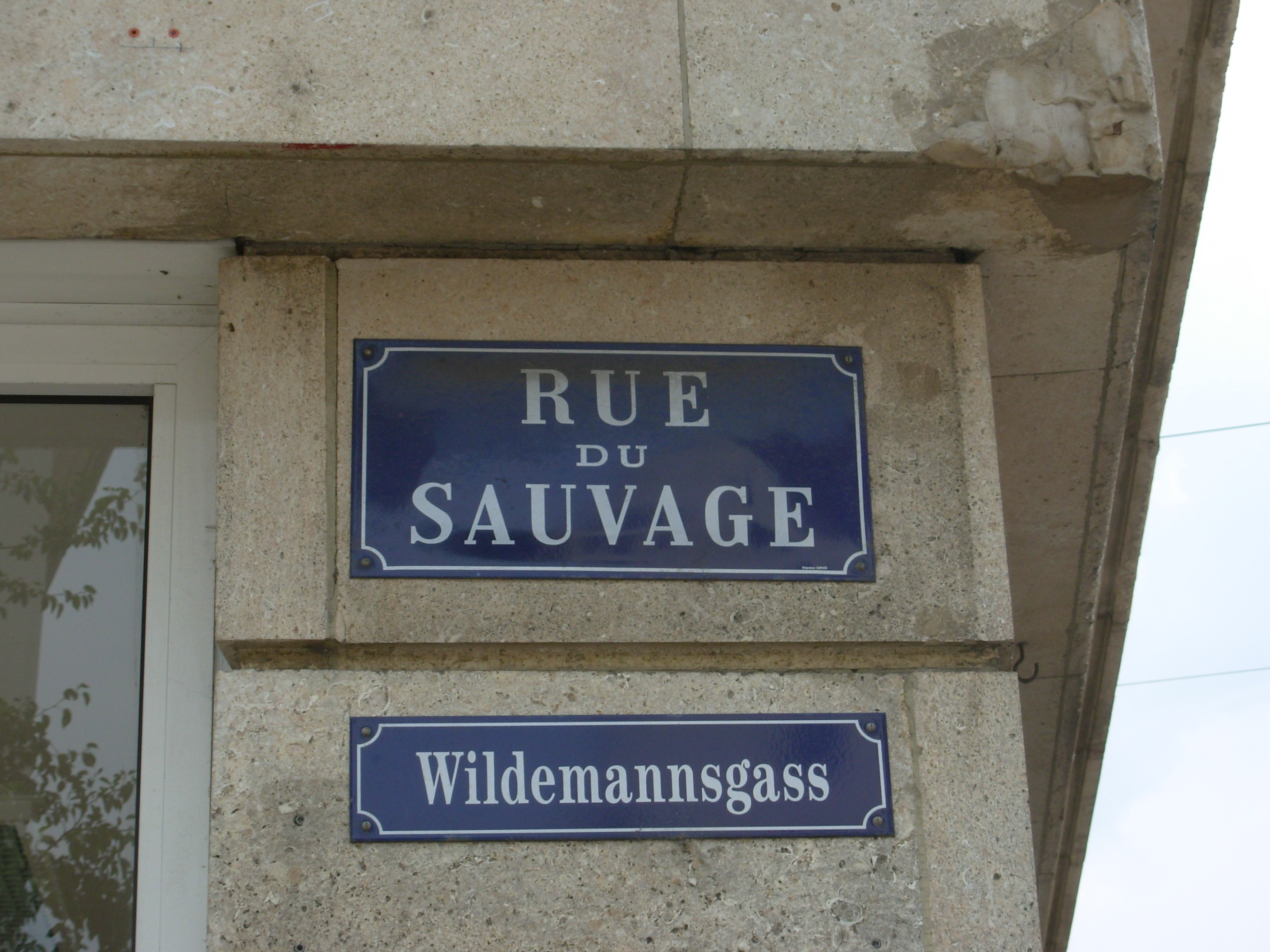
Một biển hiệu song ngữ (tiếng Pháp và tiếng Alsace) tại Mulhouse.

Tiếng Alsace có liên quan chặt chẽ với các phương ngữ Alemanni gần đó, chẳng hạn như tiếng Đức Thụy Sĩ, tiếng Swabia và tiếng Markgräflerland cũng như tiếng Kaiserstühl. Nó thường bị nhầm lẫn với tiếng Fanken Lorraine, một phương ngữ Franken có liên quan xa hơn được nói ở góc tây bắc của Alsace và ở Lorraine lân cận. Giống như các phương ngữ và ngôn ngữ khác, tiếng Alsace cũng bị ảnh hưởng bởi các nguồn bên ngoài. Các từ có nguồn gốc từ tiếng Yid có thể được tìm thấy ở tiếng Alsace và tiếng Alsace đàm thoại hiện đại bao gồm việc điều hợp các từ tiếng Pháp và từ tiếng Anh, đặc biệt là liên quan đến lĩnh vực công nghệ mới.